# جلوه کولشوف
جلوه‌ی کولشف  یا با تعبیر درست‌تر پدیده‌ی کولشف نظریه ای‌ست که در مونتاژ فیلم توسط لف کولشوف که یک فیلم ساز اتحاد جماهیر شوروی بود، در بین سالهای ۱۹۱۰ تا ۱۹۲۰ مطرح شد.
این پدیده که در واقع اتفاقی ذهنی است نشان می‌دهد که توالی دو تصویر می‌تواند باعث ایجاد معنایی در ذهن تماشاگر شود که به خودی خود در هر کدام از تصاویر وجود نداشته باشد.